# Karlas kabale
|  | Denne artikel handler om børnebogen. For artiklen om filmen, se Karlas kabale (film) |
Karlas Kabale er en dansk børnebog fra 2003 og den første i serien, der er skrevet af Renée Toft Simonsen. 
Karlas kabale er filmatiseret og havde filmpremiere 2007

## Handling
Karlas Kabale handler om en helt almindelig dansk pige på ni år, der lever i en sammenbragt familie med mor, mors nye mand og tre søskende. Det er ikke nemt at være Karla, for Karlas far drikker og glemmer nogen gange at hente hende. Hendes søskende opfører sig ikke altid, ligesom hun ønsker, hendes mor lider af rengøringsvanvid, og hendes bedsteveninde vil ikke længere være bedsteveninde.

## Karla Serien
- Karlas kabale (nr. 1 i serien)
- Karla og Katrine (nr. 2 i serien)
- Karlas svære valg (nr. 3 i serien)
- Karla og Jonas  (nr. 4 i serien)
- Karla Superstjerne (nr. 5 i serien)
- Karlas kamp (nr. 6 i serien)
- Den store Karla bog (De første fire Karla bøger)

| Bog | Spire Denne artikel om bøger og tidsskrifter er en spire som bør udbygges. Du er velkommen til at hjælpe Wikipedia ved at udvide den. |